# Johann Moritz David Herold
Johann Moritz David Herold (* 3. Januar 1790  in Jena; † 30. Dezember 1862 in Marburg) war ein deutscher Arzt, Anatom, Professor der Medizin, Zoologie und Naturgeschichte.

## Leben
Er war der Sohn des Hieronymus Mattäus Christian Herold und der Johanne Eleonore Friederike Hoppe.
Herold nahm 1805 ein Medizinstudium in Jena auf und wechselte 1807 an die Universität Helmstedt. Dort lernte er seinen späteren Kollegen Bünger, damals Prosector in Helmstedt, kennen, der ihn als Prosector nach Halle empfahl. Mit 19 Jahren trat er dort 1809 die mit 300 Talern Gehalt dotierte Stelle in Halle an. 1811 ging er nach Marburg, um dort seine Studien fortzusetzen. Er promovierte dort 1812, wurde 1822 ordentlicher Professor der Medizin, 1824 auch Professor der Zoologie und Direktor der zoologischen Sammlung. 1857 erhielt er den Titel als Geheimer Medizinalrat. 1862 wurde er emeritiert.
Er beschäftigte sich wissenschaftlich vor allem mit der Ontogenese wirbelloser Tiere. Im Jahr 1823 wurde er zum Mitglied der Leopoldina gewählt.
Herolds Grab befindet sich in Marburg auf dem Friedhof der Sankt-Michaels-Kapelle.

## Werke
- Entwickelungsgeschichte der Schmetterlinge (1815)
- Physiologische Untersuchungen über das Rückengefäß der Insecten (1823)
- Exercitationes de animalium vertebris carentium in ovo formatione (1824)
- Untersuchungen über die Bildungsgeschichte der wirbellosen Thiere im Eie. Von der Erzeugung der Insecten im Eie. Teil 1: Marburg a.d. Lahn 1824; Teil 1 und 2: Frankfurt a. M. 1838.